# Nuestros tiempos
Nuestros tiempos es una película mexicana de ciencia ficción y drama dirigida por Chava Cartas y protagonizada por Lucero, Benny Ibarra, Renata Vaca y Ofelia Medina. Fue estrenada a través de la plataforma Netflix el 11 de junio de 2025.

## Sinopsis
Nora Cervantes es una científica y profesora universitaria que, junto con su esposo Héctor, construye una máquina del tiempo a mediados de la década de 1960. Ambos logran con éxito transportarse en el tiempo hasta la época actual, y descubren que han cambiado diversas cosas como el papel de las mujeres o la tecnologia, Nora se acostumbra, pero Héctor, que viene de una epoca diferente con una muy menor importancia de las mujeres, no se acostumbra y tiene que volver a su epoca.

## Reparto

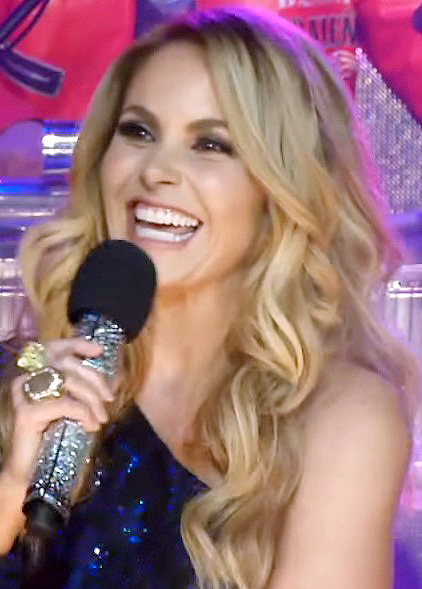
Lucero interpreta el papel principal en el filme.

- Lucero es Nora
- Benny Ibarra es Héctor
- Renata Vaca es Alondra
- Ofelia Medina es Julia
- Hugo Albores es Quijano
- Guadalupe Damián es Sandra
- Lore Graniewicz es Blanca
- Claudia Lobo es Rebeca

## Recepción
Álvaro Cueva de Milenio se refirió al filme como «precioso, amoroso y entrañable» y manifestó que puede «convertirse en un clásico de nuestra cultura popular». En su reseña para el portal El Generacional, Lorena Costa destacó la labor de la dupla protagonista: «El reparto aporta gran solidez y carisma a la historia. Lucero y Benny Ibarra logran una química convincente como Nora y Héctor, reflejando con naturalidad tanto la complicidad como las tensiones de una pareja atrapada entre dos épocas muy distintas».
Jon O'Brien de Inverse opinó: «Con sólo noventa minutos a su disposición, Nuestros tiempos no puede ir mucho más allá del nivel superficial; ésta es una de las raras ocasiones en las que uno desearía que una producción de Netflix hubiera durado más. Nora y Héctor disponen de apenas 24 horas para formarse opiniones y tomar decisiones sobre la sociedad contemporánea que les cambiarán la vida». Para Abigail Stevens de Screen Rant, el filme «tenía un potencial abrumador como comedia romántica fresca, pero realmente necesitaba algunos ajustes en los diálogos y en la historia».